# 코미디언 (영화)
《코미디언》(영어: The Comedian)은 미국에서 제작된 2016년 코미디 드라마 영화이다. 테일러 핵퍼드가 연출하고 제작에 참여하였다. 로버트 드니로 등이 출연하였다.

## 출연
- 로버트 드니로
- 레슬리 맨
- 대니 드비토
- 이디 팰코
- 베로니카 페레스
- 찰스 그로딘
- 클로리스 리치먼
- 패티 루폰
- 하비 카이텔
- 로이스 스미스
- 해니벌 버리스
- 해피 앤더슨
- 짐 노턴
- 길버트 곳프리드
- 빌리 크리스털
- 보비 라이델
- 브렛 버틀러
- 리처드 벨저
- 닉 디파울로

## 기타 제작진
- 총괄 제작: 스콧 캐럴, 웨인 마크 고드프리, 로버트 존스